# Askersund (Gemeinde)
Koordinaten: 58° 53′ N, 14° 54′ O

Askersund ist eine Gemeinde (schwedisch kommun) in der schwedischen Provinz Örebro län und der historischen Provinz Närke. Der Hauptort der Gemeinde ist Askersund.

## Geschichte
Neben dem Ort Askersund gab es früher in der Region vier Kirchspiele (socken), die bei den Kommunalreformen 1952 und 1971 zur heutigen Gemeinde zusammengefasst wurden.

## Orte
Folgende Orte sind Ortschaften (tätorter):
- Åmmeberg
- Åsbro
- Askersund
- Hammar
- Olshammar
- Rönneshytta
- Sänna
- Zinkgruvan